# 蔡其瑞

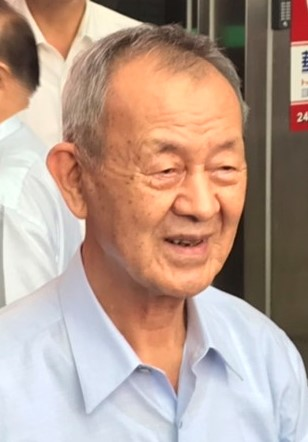
攝於2019年

蔡其瑞（1940年—），生於台灣彰化鹿港，企業家，為寶成集團董事長。2014年，富比士雜誌估計其資產為14億美元，列名臺灣50大富豪第27名。

## 生平
其父蔡裕元在彰化縣福興鄉建立寶成工業，從事製鞋。蔡裕元生有五子，蔡其瑞為次子。
畢業於台中師範專科學校（今國立臺中教育大學）。畢業後曾任三年國小老師，後回到家族企業幫忙。在其父蔡裕元過世後，因長兄蔡其仁不想接手家族企業，由蔡其瑞接下寶成工業。
2008年4月，發生中風後，開始將集團經營權移交給下一代。

## 家庭
其長女蔡佩君，次女蔡明潔。